# Xiao Yehua
Xiao Yehua, född 6 november 1971, är en friidrottare från Kina. Hon deltog vid olympiska sommarspelen 1992.